# Classcraft
Classcraft es una aplicación web creada por el canadiense Shawn Young, que permite a los profesores dirigir un juego de rol en el que sus alumnos encarnan diferentes personajes,.
Este concepto fue creado por Shawn Young el 2013 y dejó de funcionar en julio de 2024.

## Objetivo del juego
Classcraft ha sido utilizado como complemento en educación y ha cambiado la manera de enseñar. Ha sido desarrollado con el fin de alentar el trabajo en equipo, aumentar la motivación de los participantes y favorecer un mejor comportamiento en clase,.

## Principios de funcionamiento
Utilizando diferentes convenciones que se encuentran en los videojuegos modernos, los alumnos llegan a niveles superiores, trabajan en equipo y adquieren poderes que tienen un impacto real sobre su vida. Se trata de un ejemplo de ludificación (gamificación) incorporado en cualquier curriculum, donde el juego transforma la manera de la que los alumnos viven la enseñanza en clase durante todo el año.
Cada jugador (cada alumno) forma parte de un equipo (de magos, curanderos y de guerreros) con otros compañeros de equipo.  Un sistema de puntos de vida (hp), de puntos de acción (ap) , puntos de oro/dinero (gp) y puntos de experiencia (xp) permite a cada jugador combatir, aumentar niveles, ganar puntos de experiencia, y esto tiene consecuencias sobre el equipo.
Cada jugador puede desbloquear poderes (diferentes según las clases), para ayudarse entre miembros del mismo equipo.
Hay, actualmente, 3 clases de jugadores: el guerrero, el mago y el sanador. Cada categoría es especialmente concebida para corresponder a diferentes tipos de alumnos.
Cada categoría posee poderes diferentes. Por ejemplo, uno de los poderes del mago se trata de "Traslado de mando", y permite al mago dar algunos puntos de acción a todos los jugadores de su equipo, excepto a los magos.  Las clases de personajes son interdependientes, así un equipo que no incluya un jugador de cada categoría, está destinado al fracaso. 
Los jugadores tienen que crear estrategias de equipo para impedir que un compañero caiga en combate o para asegurarse subir de nivel y así adquirir nuevos poderes.
Los puntos de grupo , aunque se llaman así son individuales y sirven para comprar indumentarias , mascotas etc.

## Recepción
En fecha de julio de 2014, 7000 profesores a 50 países diferentes han adoptado Classcraft para complementar sus clases. En otoño del 2014, el diario La actualidad menciona que 1000 clasificados de todo el mundo utilizaban este método.
Cuando se puso en línea el juego la última primavera, la tendencia sobre Reddit indicaba 130 000 visitantes por día.

## Tarifación
Classcraft propone varias tarifas del juego:
- Versión gratuita, que permite a los profesores y a los alumnos acceder al juego.[6]
- Fórmula Freemium, que permite a los usuarios, además de jugar al juego, comprar piezas de oro, tener acceso a las aplicaciones iOS y Android, beneficiarse de un sistema de gestiones de los aprendizajes en línea, de tener acceso a las estadísticas de juego detalladas de la progresión de los jugadores .[6]
- Fórmula Premium, ninguna compra por parte de los estudiantes, las piezas de oro las ha comprado el profesor.  Esta fórmula incluye también, el acceso en las aplicaciones iOS y Android, el sistema de gestiones de los aprendizajes en línea, y el acceso a las estadísticas de juego detalladas de la progresión de los jugadores.[6]

## Medios de comunicación
Classcraft es un concepto todavía poco conocido en Francia pero empieza a ser mediático en ciertos flujos de actualidades especializados, como Hitek Escuela Puesta.

## Idiomas
En la actualidad el juego esta desarrollado en los siguientes idiomas:
- Inglés US
- Francés
- Chino tradicional
- Alemán
- Español
- Catalán
- Ruso
- Holandés
- Húngaro